# Яковлев, Сергей Павлович (книгопечатник)
Серге́й Па́влович Я́ковлев (1839—1906) — сенатор, действительный статский советник в звании камергера; основатель типографий в Москве и России.

## Биография
Родился 10 июня 1839 года в православной семье дворян Владимирской губернии. Отец — штабс-ротмистр Павел Павлович, мать — Елизавета Васильевна (урождённая Калачова).
В 1857 году окончил Пажеский корпус (1857, 1-й разряд, из камер-пажей зачислен прапорщиком в лейб-гвардии 1-й стрелковый батальон). Затем имел чины: надворный советник (1871), камер-юнкер (1873), камергер (1874), действительный статский советник (1880).
Закончив службау в лейб-гвардии 1-м стрелковом батальоне в 1858 году, вышел в отставку и в 1859 году работал в Министерстве внутренних дел. Затем был чиновником для особых поручений при московском генерал-губернаторе (1859), работал в Главном управлении государственного коннозаводства (1870—1874), был председателем Московского попечительного комитета Императорского человеколюбивого общества (после 1874). В 1863 году вместе со А. Н. Стрекаловой основал Общество поощрения трудолюбия в Москве; также основал учреждение святой Марии Магдалины в Москве.
В 1868 году С. П. Яковлев основал в Москве типографию, а в 1872 году было Высочайше утверждено «Товарищество „Печатня С. П. Яковлева“». Впоследствии были созданы отделения в Санкт-Петербурге, Екатеринославе, Самаре, Киеве, Харькове и Саратове.
Писал сочинения в журналах и газетах, является автором книги «Императрица Александра Феодоровна».
Умер в 1906 году. Был женат, отец журналиста Анатолия Сергеевича Яковлева (ок. 1874 — 3 июня 1908 года), некоторое время бывшего учеником А. П. Чехова.

## Награды
- Награждён орденом Св. Владимира 2-й степени (1892).[4]